# Benny Parsons
Benjamin „Benny” Stewart Parsons (ur. 12 lipca 1941 w Wilkes County w stanie Karolina Północna, zm. 16 stycznia 2007) – amerykański kierowca, mistrz NASCAR Winston Cup z 1973 r., zwycięzca 21 wyścigów, komentator telewizyjny i analityk wyścigowy.
Początkowo pracował jako taksówkarz. W 1963 r., rozpoczął pracę w zespole wyścigowym, a po kilku awansował na kierowcę. W NASCAR debiutował w 1964 r., a już w 1965 r., w rankingu wyścigów w „Midwest”, został doceniony tytułem najlepszego debiutanta sezonu w ARCA. W latach 1968–1969 zdobył tytuł mistrzowski.  Po raz pierwszy zwyciężył  na South Boston Speedway w 1971 r.
Karierę wyścigową zakończył w 1988 r., zostając komentatorem telewizyjnym, w 1996 r., został nagrodzony Emmy. Pracował dla  NBC i TNT przy komentowaniu transmisji NASCAR od 2001 r.
Benny Parsons  w 1998 r., został zaliczony do pięćdziesiątki najlepszych kierowców NASCAR w historii.
Zmarł po kilkuletniej walce z rakiem płuc.